# Albert Subirats
Albert Subirats Altes, (Valencia, 25 de septiembre de 1986) es un nadador venezolano, primero en ganar para el país una medalla durante un Mundial de Natación, fue campeón suramericano en Medellín 2010, los Centroamericanos y del Caribe en Mayagüez 2010. y en los Juegos Panamericanos de Guadalajara 2011.

## Biografía
Nacido en la ciudad venezolana de Valencia, en el central estado Carabobo, y de padres de origen español de la comunidad autónoma de Cataluña (de Alcanar, Tarragona).  Subirats desde joven mostró un gran entusiasmo por el fútbol pero el sufrir de asma lo llevó a iniciarse en la natación a los 13 años de edad con el entrenador Luis Moreno, y a los 17 años fue becado por la Universidad de Arizona, donde dirigido por Frank Busch perfeccionó su técnica, y se le conoce con el sobrenombre "El Tornado". Se especializa en el estilo mariposa en 50 y 100 m, también se le da muy bien nadar espalda, es récord nacional. En su etapa infantil, durante una etapa de incerteza política en su país, Venezuela, su madre se fue a España con él, junto a unos familiares, y mientras, Albert estuvo entrenando y nadando para el CN Sabadell, equipo que le llevó a participar en una de las primeras ediciones de la Copa de España Infantil.[cita requerida]

## Atleta
En los Juegos Deportivos Nacionales Llanos 2007 participó por su estado natal Carabobo logrando conseguir seis medallas de oro y una de plata, después de retirarse en dos pruebas más por problemas con el agua de la piscina. Actualmente sigue en la Universidad de Arizona para terminar sus estudios de Mercadotecnia y seguir preparándose para sus próximas competiciones: primero, el interuniversitario de Estados Unidos, después, el mundial de piscina corta en Mánchester, y, a continuación, los juegos olímpicos de Pekín 2008.[cita requerida]

## Trayectoria
La trayectoria deportiva de Albert Subirats se identifica por su participación en los siguientes eventos nacionales e internacionales:

### Campeonato Mundial de Natación
Alberts Subirats ha sido el único atleta venezolano en lograr una medalla en este tipo de campeonatos, al obtener la presea de bronce en los 100 m mariposa de la XII edición del Campeonato Mundial de 2007 celebrado en Melbourne, Australia.

#### Campeonato Mundial de Natación Melbourne 2007
- , Medalla de bronce: Mariposa 100 m Hombres

### Campeonato Mundial de Natación en Piscina Corta
En ediciones del Campeonato Mundial de Piscina Corta, tiene un palmarés de 3 medallas obtenidas (1 de oro y 2 de plata), todas bajo la modalidad de estilo mariposa, constituye junto a Francisco Tiburón Sánchez (1995, 1997) los únicos dos atletas venezolanos en obtener medallas en este tipo de eventos. Su primera participación se produce en Shanghái 2006, en donde logra la presea de plata en los 100 m mariposa. Para la edición del año 2010 celebrada en Dubái, cosecha dos medallas, al obtener el oro en 50 m mariposa y la plata en 100 m mariposa.

#### Campeonato Mundial de Natación en Piscina Corta Shanghái 2006
- , Medalla de plata: Mariposa 100 m Hombres

#### Campeonato Mundial de Natación en Piscina Corta Dubái 2010
- , Medalla de oro: Mariposa 50 m Hombres
- , Medalla de plata: Mariposa 100 m Hombres

### Juegos Suramericanos
Fue reconocido su triunfo de ser el quinto deportista con el mayor número de medallas de la selección de  Venezuela en los juegos de Medellín 2010.

#### Juegos Suramericanos de Medellín 2010
Su desempeño en la novena edición de los juegos, se identificó por ser el vigésimo noveo deportista con el mayor número de medallas entre todos los participantes del evento, con un total de 5 medallas:

- , Medalla de oro: 50 m Mariposa Hombres
- , Medalla de oro: Mariposa 100 m Hombres
- , Medalla de oro: Relevo 4 × 100 m Libre Hombres
- , Medalla de plata: Relevo 4 × 100 m Nado Combinado Hombres
- , Medalla de bronce: Espalda 100 m Hombres

### Juegos Centroamericanos y del Caribe
Fue reconocido su triunfo de ser el primer deportista con el mayor número de medallas de la selección de  Venezuela
en los juegos de Mayagüez 2010.

#### Juegos Centroamericanos y del Caribe de Mayagüez 2010
Su desempeño en la vigésima primera edición de los juegos, se identificó por ser el cuarto deportista con el mayor número de medallas entre todos los participantes del evento, con un total de 8 medallas:

- , Medalla de oro: 100 m Espalda
- , Medalla de oro: 100 m Libre
- , Medalla de oro: 100 m Mariposa
- , Medalla de oro: 4 × 100 m Rel Comb
- , Medalla de oro: 4 × 100 m Rel Libre
- , Medalla de plata: 50 m Libre
- , Medalla de plata: 50 m Mariposa
- , Medalla de bronce: 50 m Espalda